# Aedes lerozeboomi
Aedes lerozeboomi är en tvåvingeart som beskrevs av Bianca L. Reinert 1991. Aedes lerozeboomi ingår i släktet Aedes och familjen stickmyggor.
Artens utbredningsområde är Filippinerna. Inga underarter finns listade i Catalogue of Life.